# Michel Virlogeux

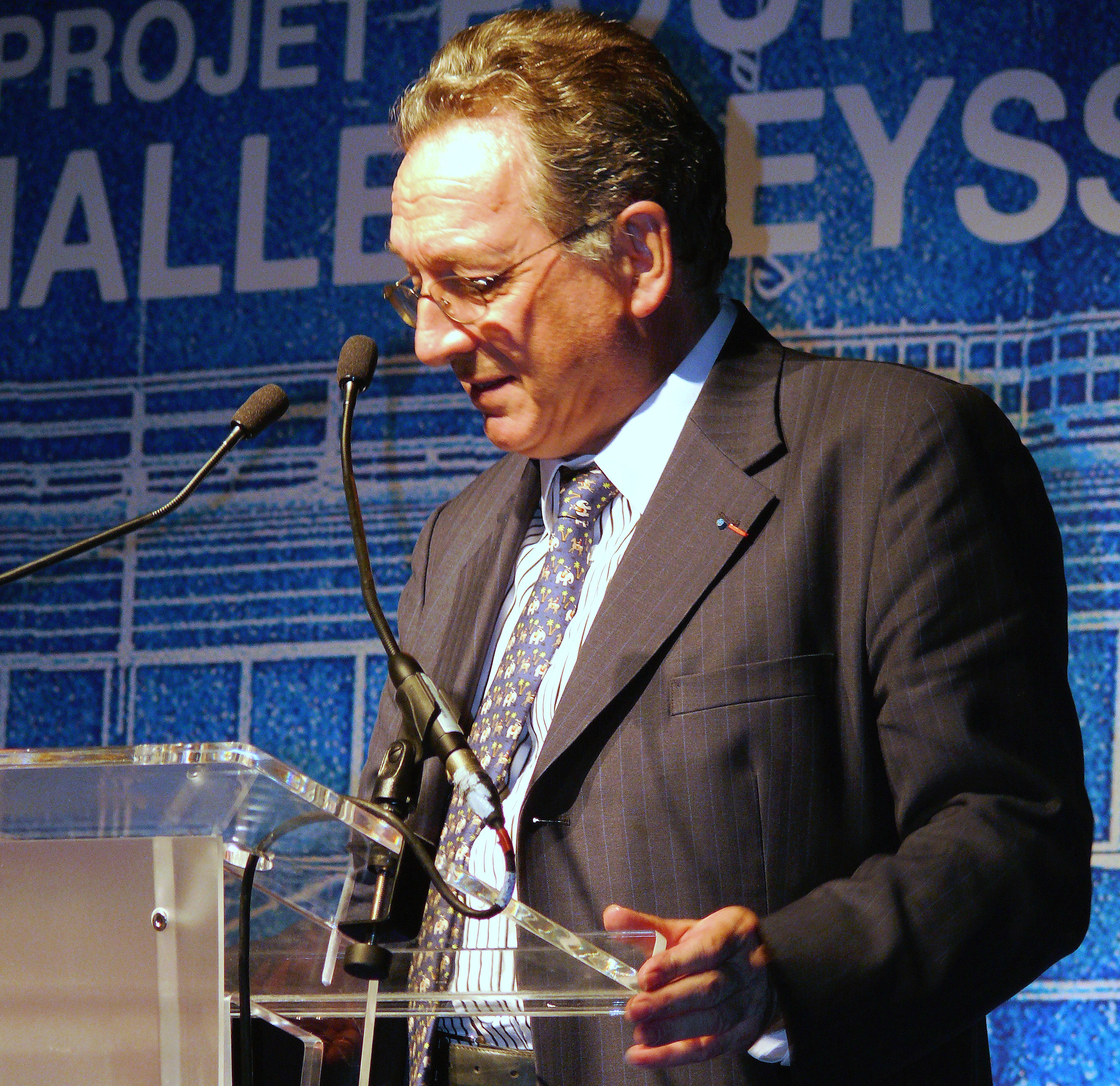
Michel Virlogeux (2011)

Michel Virlogeux (* 7. Juli 1946 in La Flèche, Département Sarthe in der Region Pays de la Loire) ist ein französischer Brückenbau-Ingenieur, der außerhalb der Fachwelt vor allem durch den Viaduc de Millau bekannt wurde, den er zusammen mit dem Architekten Sir Norman Foster entworfen hat.

## Leben
Nach seiner Schulzeit am Prytanée national militaire von La Flèche, einem der französischen Militärgymnasien, absolvierte er 1967 die École polytechnique und anschließend 1970 die École nationale des ponts et chaussées.
In der Zeit von 1970 bis 1973 war er in Tunesien im Straßenbau tätig. Während dieser Zeit promovierte er an der Université Pierre-et-Marie-Curie (Paris 6) zum Docteur-ingénieur, der ihm 1973 verliehen wurde. Im Januar 1974 wurde er Gebietsleiter in der Abteilung Große Betonbrücken des Service d'études techniques des routes et autoroutes (SETRA), einer staatlichen Bauplanungs-, -beratungs- und -überwachungsinstitution. Daneben hielt er von 1975 bis 1994 Vorlesungen über die Planung von Brückenbauten an der École Spéciale des Travaux Publics. Von 1977 bis 1994 war er außerdem Professor für Statik an der École nationale des ponts et chaussées. 1980 wurde er Leiter der Betonbrücken-Abteilung der SETRA und 1987 Leiter der Abteilung Große Brücken (Stahl und Beton). In den zwanzig Jahren entwarf er weit über hundert Brücken vor allem in Frankreich. Außerdem war er mit seinem Team als Prüfingenieur bei einer Reihe anderer Brücken tätig. Er trug zur technischen Entwicklung bei im Bereich des Spannbetons mit externen Spanngliedern, Schrägseilbrücken und Verbundwerkstoffen.
Im Februar 1995 verließ er den Staatsdienst und ist seitdem als selbständiger Ingenieur tätig.
Seit 2008 ist er Professor für Brückenplanung und -konstruktion an der École Nationale des Ponts et Chaussées. Er war und ist Mitglied oder Präsident verschiedener Berufs- und Fachverbände.

## Bauwerke (Auszug)
Einige der zahlreichen, von Virlogeux entworfenen Brücken sind die über den Rheinseitenkanal bei Ottmarsheim (Autoroute A 36), über den Loir in La Flèche, über die Somme in Abbeville, die Schrägseilbrücke über die Rhône in Seyssel, die Pont de l’île de Ré, die Auray-Brücke, die Pont Chateaubriand über die Rance, die Pont du Morbihan über die Vilaine bei La Roche-Bernard, die Pont de Bourgogne (Schrägseilbrücke) in Chalon-sur-Saône, die Kärkinen-Schrägseilbrücke bei Korpilahti (Finnland) und vor allem die Pont de Normandie, seinerzeit die größte Schrägseilbrücke der Welt. Virlogeux machte auch den Vorentwurf zum Viaduc de Millau. 
Als selbständiger Ingenieur entwarf er das Konzept für die TGV-Viadukte in Avignon und war später für deren Bauüberwachung tätig. In Portugal war er Leiter der Prüfingenieure der Ponte Vasco da Gama bei Lissabon. Er fertigte den Vorentwurf des Viaduc de Verrières nördlich vom Viaduc de Millau, erstellte die endgültige Planung des Viaduc de Millau zusammen mit Sir Norman Foster und beriet bei deren Bau das Unternehmen Eiffage. Er entwickelte das Konzept der durchgehenden und vollständig aufgehängten Fahrbahn der Rio-Antirrio-Brücke in Griechenland. Beim Austausch der Kabel der Pont de Tancarville über die Seine und bei der Untersuchung von Vibrationen in den Seilen der Saint-Nazaire-Brücke wurde er als Experte zugezogen. Er beriet die Japan Highway Public Corporation bezüglich des Brückenbaus über den Ibi und den Kiso. Er war an der Planung der Stonecutters Bridge in Hong Kong und der Sutong-Brücke in China beteiligt, der weltweit größten Schrägseilbrücke. Die Pont de Térénez in der Bretagne wurde von ihm entworfen, ebenso die 2013 fertiggestellte Pont Jacques Chaban-Delmas über die Garonne in Bordeaux. Die Konzeption der Yavuz-Sultan-Selim-Brücke (dritte Bosporus-Brücke) geht auf ihn zurück.

## Ehrungen und Auszeichnungen
Michel Virlogeux erhielt zahlreiche Ehrungen und Auszeichnungen. So wurde ihm 1983 der IABSE-Preis der International Association for Bridge and Structural Engineering verliehen, deren Mitglied er seit 1974 ist. 1996 erhielt er die Goldmedaille der Institution of Structural Engineers, 1999 (als Erster) den Fritz-Leonhardt-Preis der Ingenieurkammer Baden-Württemberg, 2003 den International Award of Merit in Structural Engineering der IABSE, 2005 die Goldmedaille der Institution of Civil Engineers, 2006 die Freyssinet-Medaille der Fédération internationale du béton und 2007 den Prix Albert-Caquot der Association Française de Génie Civil. 2009 wurde ihm von der Loughborough University der Doctor in Technology Honoris Causa verliehen. Er ist Mitglied in der französischen Académie des technologies und seit 2023 auswärtiges Mitglied der National Academy of Engineering.
1989 wurde er zum Ritter des Ordre national du Mérite ernannt, 2000 zum Offizier und im November 2005 zum Ritter der Ehrenlegion.